# Wekamine
Een wekamine is een amine met een stimulerende (opwekkende) werking op het centrale zenuwstelsel. Bekende wekaminen zijn amfetamine, methamfetamine, efedrine en ook cafeïne. Ook zijn er lichaamseigen wekaminen zoals adrenaline. Wekamine is een verouderd begrip en wordt tegenwoordig in de wetenschappelijke literatuur niet meer gebruikt.